# Electric Visual
Electric Visual, también conocida simplemente como Electric, es una compañía dedicada a la fabricación de gafas de sol y gafas de ventisca para el surf, el skateboarding y el snowboard. Fue fundada el 3 de enero de 2000 por Bruce Beach y Kip Arnette  en San Clemente, California.
El 16 de enero de 2008, ocho años más tarde de su fundación, Volcom Inc. anunció la adquisición de Electric a cambio de 25,5 millones de dólares, más 21 millones más en concepto de ventas durante los próximos tres años.
Electric obtuvo 23 millones de dólares de ganancias en el curso de 2007.

## Compañía
Bruce Beach y Kip Arnette salieron de Arnette, multinacional italiana de gafas de sol, propiedad de Greg Arnette y padre de Kip para fundar su propia compañía, Electric. A ellos se les unió Mike Carter, antiguo responsable del área de marketing de Arnette, para hacer frente a los 200.000 dólares que hacían falta para emprender el nuevo proyecto.
Electric se especializa en gafas de sol, especialmente enfocadas al mundo del deporte. La compañía tiene su línea urbana, otra línea diseñada para los surfistas a los que patrocina y otra para el mundo del snowboard. A la vez que fue entrando y asentándose en el negocio, la compañía expandió su oferta al público con la fabricación de ropa urbana especialmente dedicada al mundo del surf y el snowboard. Para su distribución, cuenta con Electric Europe y Electric Australia.
Destaca la potente competencia que existe en el sector de la fabricación de gafas de sol en California, donde tienen su sede tres de las más importantes del mundo. Electric, Oakley y Von Zipper, esta última recientemente adquirida por Billabong.
A comienzos de 2008 se produce la compra de Electric por parte de Volcom, como se anuncia en la introducción del artículo. Bruce Beach aseguró a Transworld Business que "el acuerdo con Volcom les permitirá a la marca Electric llevarla a un nivel superior. Estamos muy emocionados por trabajar más cercanamente con Volcom para que nuestro mercado crezca y emprendernos en nuevas cataegorías de productos".
Kip Arnette, otro de los dueños y fundadores de Electric, manifestó que "Volcom tiene un alucinante equipo y un increíble patrimonio en los deportes extremos. No hemos podido asociarnos cultural y económicamente con nadie mejor que con Volcom".